# Pidhaiți
Pidhaiți (în ucraineană Підгайці) este orașul raional de reședință al raionului Pidhaiți din regiunea Ternopil, Ucraina. În afara localității principale, nu cuprinde și alte sate.

## Demografie
Componența lingvistică a orașului Pidhaiți
     Ucraineană (99,81%)
     Alte limbi (0,19%)
Conform recensământului din 2001, majoritatea populației orașului Pidhaiți era vorbitoare de ucraineană (99,81%), existând în minoritate și vorbitori de alte limbi.